# Jacques Ellul
Jacques Ellul (6 de enero de 1912 - 19 de mayo de 1994) fue un filósofo, sociólogo, teólogo y anarquista cristiano francés. Educado en las universidades de Burdeos y París, fue profesor de historia de la ley e historia social en Burdeos y miembro relevante de la comunidad protestante francesa. Escribió varios libros contra la sociedad tecnológica, y algunos sobre la relación entre el cristianismo y la política, tal como Anarquía y Cristianismo (1991) argumentando que el anarquismo y el cristianismo compartían los mismos fines sociales.
Es considerado, junto a sus amigos Iván Illich y Bernard Charbonneau, uno de los padres de las ideas sobre el post-desarrollo, del decrecimiento y de simplicidad voluntaria; es decir de la ecología política.
Ellul considera que vivimos en una sociedad tecnológica, que denomina sistema técnico, cuyo modelo de racionalidad es la eficiencia. El ser humano está constituido por una gran diversidad de dimensiones (poética, simbólica, religiosa, técnica, etc.) pero, según el autor,  la tecnológica ha desplazado a  todas las demás para centrarse en la potencia y en la eficacia. Ante esta situación propone una ética del no-poder, que se caracteriza por no colaborar con el sistema técnico. El no-poder es lo contrario de la impotencia y se caracteriza por la frase puedo pero no quiero.
Durante la Segunda Guerra Mundial, fue un líder en la resistencia francesa.

## Vida e influencia
Jaques Ellul nació en Burdeos, Francia el 6 de enero de 1912. Sus padres fueron Marthe Mendes y Joseph Ellul. 
En su adolescencia, Jaques Ellul pensó en pertenecer a la marina, pero su padre Joseph lo convenció de leer sobre derecho. En 1937 se casó con Yvette Lesnvelt.
Jaques Ellul obtuvo su educación en las universidades de Burdeos y París. 
Por su trabajo como líder de la resistencia francesa durante la Segunda Guerra Mundial le condecoraron con el título de Justo entre las naciones por el Estado de Israel, en el Yad Vashem. También obtuvo una alta posición dentro la Iglesia Reformada de Francia lo que lo llevó a convertirse en parte de su Comité Nacional, todo esto a pesar de nunca haberse ordenado como clérigo.
Ellul sostuvo una importante amistad a lo largo de su vida con Bernard Charbonneau, quien escribía de temas similares. Ambos se conocieron a través de la de Federación Protestante de Estudiantes durante su etapa escolar en el comprendido entre 1929 y 1930.
Para el inicio de la década de 1930 Ellul se había hecho de sus tres principales fuentes de inspiración: Karl Marx, Søren Kierkegaard y Karl Barth. Ellul encontró las ideas de Karl Marx durante un curso de economía que estaba a cargo de Joseph Benzacar durante 1929 y 1930; durante ese mismo período el estudio de Ellul sobre Marx llevó al primero a convertirse en un capaz intérprete de los textos del último. Fue durante este mismo espacio de tiempo que leyó sobre el existencialismo cristiano de Søren Kierkegaard. De acuerdo con el mismo Ellul, Marx y Kierkergaard se convirtieron en sus más grandes influencias para su trabajo posterior, y son también los únicos dos autores cuya obra completa leyó. También llegó a declarar que Karl Barth, quien fue líder de la Iglesia Confesante en sus esfuerzos contra el estado alemán, fue el mejor teólogo del siglo XX. Además de ellos, su padre también tuvo un papel importante como influencia y modelo a seguir para su hijo.
Estas influencias ideológicas lo hicieron objeto de gran apreciación de unos y de gran odio de otros. Fueron particularmente controvertidos sus libros sobre teología en los que Ellul rescribe y fundamenta los puntos de vista que originalmente le pertenecieron a Barth cuya dialéctica polar de la palabra de Dios, en la que el evangelio, a la par, juzga y renueva al mundo. Probando lo anterior, queda el libro de Darrell J. Fasching, Jaques Ellul: A systematic exposition en el que su autor argumento que Ellul creía que «aquello que roba a la Sacro de su componente sagrado, se convierte en la nueva realidad sagrada».
En 1932 Ellul se convirtió al cristianismo; con el tiempo el mismo describiría esto como «una conversión muy repentina y brutal». Ellul atribuye esto a lo que el describió como «un encuentro con Dios» que tuvo en su juventud. De acuerdo con la descripción que nos da el mismo Ellul: él tenía 17 años cuando, mientras traducía en privado el Fausto de Johann Wolfgang von Goethe supo que estaba en presencia de algo extraordinario y abrumante que entró al centro de su ser. De inmediato se subió a su bicicleta y se fue. Finalmente concluiría que aquello que presencia era Dios. 
Esta fue la experiencia que lo llevó con el paso de los años a convertirse al Cristianismo.
También estuvo en el Movimiento Mundial del ecumenismo, sin embargo con el tiempo se volvió bastante crítico del movimiento y de los apoyos que presentaba a figuras políticas, la mayoría de ellos de izquierda. Esto no le impedía criticar con la misma severidad a aquellos que apoyaban a candidatos de derecha, por lo que podemos decir que siempre busca la neutralidad política del movimiento. 
Se le atribuye a Ellul la conocida frase «Piensa global, actúa local».
Continuamente dijo que nació en Bordeaux por accidente, pero que el eligió pasar la mayor parte de su vida académica ahí. 
Finalmente murió en 19 de mayo de 1994, en Pessac, a una milla de la Universidad de Burdeos y rodeado por sus seres queridos. Su esposa había muerto unos años antes que él, el 16 de abril de 1991.

## De la sociedad industrial a la sociedad técnica
En 1935, en compañía de Bernard Charbonneau, Ellul señalaba que lo que caracteriza principalmente a la sociedad moderna es una tendencia a la «concentración»: concentración de la producción (cuyos modelos son la fábrica y el trabajo parcelario), concentración del Estado (a través de su administración), de la población (en áreas urbanas) y concentración del capital. Esta concentración se ilustra claramente en el fenómeno urbano, que hace depender toda la vida del hombre de la ciudad, y el trabajo del campesino se convierte en trabajo al servicio de la ciudad, como lo expresa Charbonneau: «Era necesario, por tanto, transformar el campo, o más bien liquidarlo, de lo contrario habría frenado la expansión. Por lo tanto, el Plan de desarrollo regional preveía la transición de la agricultura de subsistencia a la agricultura de mercado que integraba al campesino en el ciclo del dinero. La agricultura tuvo que mecanizarse y consumir cada vez más productos químicos...», al igual que el sector urbano.
En sí misma, esta observación no es original. Lo que sí lo es, en cambio, es su interpretación: «el medio para lograr la concentración es la técnica, no un proceso industrial sino un proceso general». Con esta fórmula tan «general», los dos jóvenes pensadores pretenden demostrar que la tecnología, en el siglo XX, va mucho más allá del marco estricto de la maquinaria y que ahora está integrada en la conciencia. Así sientan los inicios de la historia de las mentalidades.
Veinte años más tarde, en 1954, Ellul cree que la tecnología ha cambiado de estatus: si ha dejado de ser lo que siempre fue, «un vasto conjunto de medios, cada uno asignado a un fin», si se transforma en un «entorno circundante en por derecho propio», si ahora es un fenómeno «autónomo» que escapa cada vez más al control del hombre y le impone un gran número de determinaciones ya que imperceptiblemente se ha vuelto «sagrado».
Por ejemplo la contaminación del planeta es la concreción de la desacralización de la naturaleza por una técnica que en sí misma se considera sagrada. El problema persiste y sigue siendo insoluble, afirma Ellul, porque el hombre moderno está convencido, erróneamente, de que ya no santifica nada.
En 1973, Ellul explicó este proceso en detalle. Como el hombre no puede evitar sacralizar su entorno, ya no es la naturaleza la que sacraliza, sino aquello a través de lo cual la ha profanado e incluso contaminado: la tecnología. Y las consecuencias de esta «transferencia» no son sólo ambientales, también son psicológicas y derivan en conductas dependientes respecto a la técnica (que luego describiremos como una adicción). Y tanto más cuanto que, considerándose «adulto» en relación con épocas del pasado, se niega a admitir que sacraliza algo.
Al observar que su análisis difícilmente es compartido en el campo intelectual, Ellul saca sus propias conclusiones. Si no se percibe el proceso de sacralización de la tecnología es, afirmó en 1948, porque «vivimos en una religión del hecho». Según él, toda la opinión pública sigue fijada en el enfrentamiento ideológico Este-Oeste, simbolizado por el Telón de Acero, porque es espectacular. Al centrarse en los «acontecimientos», pasamos por alto, dice Ellul, lo esencial, es decir, el hecho de que, tanto en Oriente como en Occidente, hemos pasado "de la sociedad industrial, analizada por Marx, a un nuevo tipo de sociedad, la «sociedad tecnológica».
Y continúa: «esto no corresponde a que la sociedad industrial haya alcanzado un determinado nivel de desarrollo, es otra cosa. […] La sociedad industrial implica el crecimiento de las máquinas (porque éstas constituyen la garantía de un aumento constante de la eficiencia). Sin embargo, para dar servicio a las máquinas, se necesita mano de obra. La verdadera fuerza productora de valor, como demostró Marx, es el trabajo humano, que permite que las máquinas funcionen. Pero ahora todo esto ya no es cierto: el vínculo entre los sectores de actividad es ahora la información. Todo se basa en redes de información y ya no en la circulación de mercancías. Gracias a la automatización y la informatización, las máquinas pueden funcionar sin intervención humana. A partir de este momento ya no es el trabajo humano el que crea valor sino la mejora técnica. Por tanto, toda la teoría de Marx es anulada por el proceso técnico».
La tecnología, sin dejar de crecer, viene a sustituir por sus propios valores (trabajo, utilidad, eficiencia, crecimiento económico, progreso, etc.) todos los del pasado, ya sean cristianos (amor al prójimo), humanistas (moral) o republicano (libertad, igualdad, fraternidad). Lo nuevo, significativo y determinante es la técnica”.
De hecho, cuando Ellul nos recuerda que «no es la tecnología la que nos esclaviza sino lo sagrado transferido a la tecnología», la comunidad intelectual lo tilda de tecnófobo, prefiriendo centrar su atención en la disputa ideológica Este-Oeste. Su concepto de sacralización en el régimen de la modernidad, ya desarrollado por Roger Caillois, cae muy mal entre un público francés comprometido con los ideales racionalistas de la Ilustración. Y cuando es recibido favorablemente, con demasiada frecuencia es en los círculos tecnofóbicos, como menciona Jean Zin: «Hay que decir, sin embargo, que Jacques Ellul es mejor que sus seguidores, cuya tecnofobia es a menudo demasiado primaria y llena de contradicciones (de hecho limitado al rechazo de las técnicas más recientes)».
Los únicos análisis contemporáneos en los que se encuentra Ellul son los del economista estadounidense Robert Theobald y el del filósofo checo Radovan Richta (protagonista de la Primavera de Praga en 1968), a los que dedica parte de sus cursos en Burdeos.
En 1988, Ellul escribió: «Me gustaría recordar una tesis muy antigua, pero siempre olvidada y que debe renovarse constantemente, a saber, que la organización industrial, como la "postindustrial", como la sociedad técnica o informatizada, son no sistemas destinados a producir bienes de consumo, ni bienestar, ni una mejora en la vida de las personas, sino sólo producir a ganancias».
Si no menciona aquí el capitalismo es porque, desde 1935, considera que cualquier régimen, cualquiera que sea la ideología que propague, no persigue otro objetivo que el de perfeccionar constantemente la tecnología para aumentar su productividad. Por lo tanto, a sus ojos, la batalla ideológica izquierda-derecha es sólo un epifenómeno, mientras que lo esencial está en las conciencias de todo el mundo: «En el Estado capitalista, el hombre está menos oprimido por los poderes financieros […] que por un ideal burgués de comodidad, seguridad y garantía. […] Es este ideal el que da importancia a los poderes financieros».
En 1954, Ellul hizo el diagnóstico: «es vano despotricar contra el capitalismo: no es él quien crea este mundo, es la máquina». Si hoy la economía ejerce un peso tan determinante sobre la política, es porque el desarrollo exponencial de la tecnología (particularmente en robótica e informática) condiciona en sí toda la economía.
Por lo tanto, la tecnología ya no se limita únicamente a la maquinaria: todo el aparato estatal constituye su modo de funcionamiento: «toda la ley de este aparato es la eficiencia. Él está verdaderamente en relación con el mundo y la ideología de la tecnología a través de este imperativo. La burocracia no tiene nada que ver con los valores. […] Está ahí para funcionar y hacer funcionar un todo político-económico-social. […] No puede considerar a los individuos. Obedece a la única regla de eficiencia…Y si un objetivo lo fija la política, éste se diluye en el aparato (burocrático) y pronto ya no tiene ningún significado».
Mientras que la crítica dominante del capitalismo (expresada, por ejemplo, a través del movimiento alterglobalizador) se centra en la lucha de clases y la denuncia de los mercados financieros, la crítica de Ellulian muestra que las desigualdades sociales no son lo que habrían sido si nos hubiésemos dado cuenta antes de que los mercados no son más que inmensas redes informáticas.
Craig Hanks señala que Ellul es, junto a Jürgen Habermas, Martin Heidegger, Gilbert Simondon, André Leroi-Gourhan y Günther Anders, uno de los principales pensadores sobre la tecnología del siglo XX. Sin embargo, con la excepción de Simondon, Ellul apenas se refiere a las otras figuras de esta crítica debido a una «desconfianza natural hacia la filosofía», que considera demasiado «abstracta». No oculta su aversión por Heidegger, debido a su afiliación con el nazismo. Por otra parte, menciona en numerosas ocasiones las investigaciones del economista checo Radovan Richta (también marxista disidente), particularmente en sus cursos en el IEP de Burdeos.

## Obras
- Le fondement théologique du droit. Neuchâtel: Delachaux & Niestlé, 1946.
- Présence au monde moderne: Problèmes de la civilisation post-chrétienne. Geneva: Roulet, 1948. 2e ed. Lausanne: Presses Bibliques Universitaires, 1988.
- Le livre de Jonas. París: Cahiers Bibliques de Foi et Vie, 1952.
- L'homme et l'argent (Nova et vetera). Neuchâtel: Delachaux & Niestlé, 1954. Lausanne: Presses Bibliques Universitaires, 1979.
  - El hombre y el dinero. Nova et vetera, trad. : Juan Gil Albert, Valencia, Fomento de Lectura, 1966
- La technique ou l'enjeu du siècle. París: Armand Colin, 1954. París: Économica, 1990.
  - El siglo XX y la técnica: análisis de los conquistas y peligros de la técnica en nuestro tiempo, trad. : Adolfo Maíllo, Barcelona, Labor, 1960
  - La edad de la técnica, trad. : Joaquín Cirera Riu et Juan León Varón, Barcelona, Octaedro, 2003
- Histoire des institutions,  vol. 1&2 : L'Antiquité París: PUF, 1955, 
  - Historia de las instituciones de la antigüedad: instituciones griegas, romanas, bizantinas y francas, trad : Francisco Tomás y Valiente, Madrid, Aguilar, 1970
- Histoire des institutions,  vol. 3 : Le Moyen Age París: PUF, 1956, vol. 2
- Histoire des institutions,  vol. 4 : Les XVIe-XVIIIe siècle París: PUF, 1956
- Histoire des institutions,  vol. 5 : Le XIXe siècle (1789–1914) París: PUF; 1956
- Propagandes. París: A. Colin, 1962. París: Économica, 1990
- Fausse présence au monde moderne. París: Les Bergers et Les Mages, 1963.
- Le vouloir et le faire: Recherches éthiques pour les chrétiens. Geneva: Labor et Fides, 1964.
- L'illusion politique. París: Robert Laffont, 1965. Rev. ed.: París: Librairie Générale Française, 1977.
- Exégèse des nouveaux lieux communs. París: Calmann-Lévy, 1966. París: La Table Ronde, 1994.
- Politique de Dieu, politiques de l'homme. París: Éditions Universitaires, 1966.
- Histoire de la propagande. París: Presses Universitaires de France, 1967, 1976.
  - Historia de la propaganda, trad : Rosa Moreno Roger, Caracas, Monte Ávila, 1970
- Métamorphose du bourgeois. París: Calmann-Lévy, 1967. París: La Table Ronde, 1998.
- Autopsie de la révolution. París: Calmann-Lévy, 1969.
  - Autopsia de la revolución trad. : Juan Teste Talaver, Madrid, Unión Editorial S.A., 1973
- Contre les violents. París: Centurion, 1972.
  - Contra los violentos trad. : Jesús Valiente Malla, Boadilla del Monte (Madrid), Ediciones SM, 1973/1981.
- Sans feu ni lieu: Signification biblique de la Grande Ville. París: Gallimard, 1975.
  - La ciudad, trad. : Adam F. Sosa, Buenos Aires, Editorial La Aurora
- L'impossible prière. París: Centurion, 1971, 1977.
- Jeunesse délinquante: Une expérience en province. Avec Yves Charrier. París: Mercure de France, 1971. 2.ª ed.: Jeunesse délinquante: Des blousons noirs aux hippies. Nantes: AREFPPI, 1985.
- De la révolution aux révoltes. París: Calmann-Lévy, 1972.
  - ¿Es posible la revolución?, trad. : Francisco Gómez Bellard y María José Mestre de Juan, Madrid, Unión Editorial, 1974
- L'espérance oubliée. París: Gallimard, 1972.
- Éthique de la liberté, 2 vols. Geneva: Labor et Fides, I:1973, II:1974.
- Les nouveaux possédés. París: Arthème Fayard, 1973.
  - Los nuevos poseídos, trad : Luis Pasamar, Caracas, Monte Ávila, 1978
- L'Apocalypse: Architecture en mouvement. París: Desclée, 1975.
- Trahison de l'Occident. París: Calmann-Lévy, 1975.
  - Traición a Occidente, trad. : Arturo del Villar, Madrid, Sociedad Hispanoamericana de Ediciones y Distribución, 1976
- Le système technicien. París: Calmann-Lévy, 1977.
- L'idéologie marxiste chrétienne. París: Centurion, 1979.
- L'empire du non-sens: L'art et la société technicienne. París: PUF, 1980.
- La foi au prix du doute: "Encore quarante jours . . ." París: Hachette, 1980.
- La Parole humiliée. París: Seuil, 1981.
  - La palabra humillada trad. : Vicente Sánchez Luis, Boadilla del Monte (Madrid), Ediciones SM, 1983.
- Changer de révolution: L'inéluctable prolétariat. París: Seuil, 1982.
- Les combats de la liberté. (L'Ethique de la Liberté, vol. 3) Geneva: Labor et Fides / París: Centurion, 1984.
- La subversion du christianisme. París: Seuil, 1984, 1994; La Table Ronde; 2001, 2012.
  - La subversión del cristianismo, trad. : Manuel Mercader, Buenos Aires, Carlos Lohlé, 1990
- Conférence sur l'Apocalypse de Jean. Nantes: AREFPPI, 1985.
- Un chrétien pour Israël. Monaco: Éditions du Rocher, 1986.
- Ce que je crois. París: Grasset and Fasquelle, 1987.
- La Genèse aujourd'hui. Avec François Tosquelles. Ligné: AREFPPI, 1987.
- La raison d'être: Méditation sur l'Ecclésiaste. París: Seuil, 1987
  - La razón de ser: meditación sobre el Eclesiastés, trad. : Isidro Arias, Barcelona, Herder, 1989
- Anarchie et christianisme. Lyon: Atelier de Création Libertaire, 1988. París: La Table Ronde, 1998
- Le bluff technologique. París: Hachette, 1988.
  - Anarquía y cristianismo, trad. : Javier Sicilia, México D.F., Jus, 2005
- Ce Dieu injuste . . .?: Théologie chrétienne pour le peuple d'Israël. París: Arléa, 1991, 1999.
- Si tu es le Fils de Dieu: Souffrances et tentations de Jésus. París: Centurion, 1991.
- Déviances et déviants dans notre société intolérante. Toulouse: Érés, 1992.
- Silences: Poèmes. Burdeos: Opales, 1995.
- Oratorio: Les quatre cavaliers de l'Apocalypse. Burdeos: Opales, 1997.
- Islam et judéo-christianisme París, P.U.F., 2004, 2e ed. 2006
  - El islamismo y el judeocristianismo, Buenos Aires / Madrid, Katz editores S.A, 2008, ISBN 978-84-96859-22-7

OBRAS ENTRE JACQUES ELLUL
- Pizza Cesare, "Jacques Ellul: un profeta di sventure", Roma, 2017,[ISBN 9788892321663]